# جبهه هوا
جبهه هوا خط مرز بین توده هوای گرم و سرد را می‌گویند که بنا به وضعیت غالب (یعنی وضعیتی که توده هوای سرد غالب بر گرم باشد یا بالعکس) جبهه را نام‌گذاری می‌کنند. ویژگی‌های چگالی هوا، باد، دما و رطوبت برای هر جبهه هوا متفاوت است. جبهه‌های آشفته و ناپایدار معمولاً به دلیل تفاوت‌های موجود در آن اغلب در امتداد مرز توده‌های هوای گرم و سرد ایجاد می‌شود.